# Christliche Schriftenverbreitung
Die Christliche Schriftenverbreitung e. V. (besser bekannt unter der offiziellen Abkürzung CSV) ist ein Verlag der „geschlossenen“ Brüderbewegung mit Sitz in Hückeswagen. Gründer war Richard Mohncke (1904–1976). Der Verlag entstand nach dem Zweiten Weltkrieg am 11. April 1948.

## Verlagsprogramm
Der Verlag und die angeschlossene Versandbuchhandlung widmen sich gemäß ihrem Namen der Verbreitung von christlichen Schriften. Die verlegten Publikationen sind durchweg im Bereich der Brüderbewegung angesiedelt. Sehr bekannt ist die Elberfelder Bibel in der „Edition CSV“ (2003). Weitere veröffentlichte Autoren und Werke sind bzw. waren unter anderem: John Nelson Darby, William Kelly, Frank Binford Hole, Hamilton Smith, Christian Briem, Arend Remmers, Ernst-August Bremicker.

## Periodika
Von 1947 bis 2015 gab der Verlag die Monatszeitschrift Ermunterung und Ermahnung heraus, die seit 2016 durch Im Glauben leben fortgesetzt wird. Seit 1952 erscheint die Kinderzeitschrift Der beste Freund, seit 1993 die Jugendzeitschrift Folge mir nach. Bekannt sind außerdem die Abreiß- und Buchkalender Die Gute Saat und Gottes Wort für jeden Tag sowie der Terminkalender TimeKeeper für Jugendliche und der Kompass für Kinder.